# اکاترینا کالینینا
اکاترینا ایوانوونا کالینینا (روسی: Екатерина Ивановна Калинина؛ ۲ ژوئیه ۱۸۸۲–۲۲ دسامبر ۱۹۶۰) همسر سیاستمدار اهل شوروی میخائیل کالینین (۱۹۴۶–۱۸۷۵) بود. اگرچه او از ۱۹۲۲ تا ۱۹۴۶ همسر رهبر شوروی بود، اما از ۱۹۳۸ تا ۱۹۴۶ در یک اردوگاه کارگری بود.

## زندگی‌نامه
اکاترینا لوربرگ در یک خانواده دهقانی استونیایی در ۲ ژوئیه ۱۸۸۲ در روستای اسنا متولد شد. او در یک کارخانه نساجی در استونی کار می‌کرد. در سال ۱۹۰۵ او با میخائیل کالینین در سن پترزبورگ ملاقات کرد و به دلیل فعالیتهای انقلابی فرار کرد. کالینین در آنجا به عنوان کارگر تراشکاری کار می‌کرد. آنها در سال ۱۹۰۶ ازدواج کردند و تا سال ۱۹۱۰ در خانه کالینین در روستای تثلیث علیا، استان تور گوبرنیا زندگی کردند. سپس در سن پترزبورگ اقامت گزیدند.
قبل از انقلاب کالینینا در یک کارخانه تولید بطری کار می‌کرد و عضوی از حزب بلشویک بود. آنها چهار فرزند، دو پسر و دو دختر داشتند. طبق گزارش دیگری خانواده کالینین دارای سه فرزند بودند. وی به همراه کودکان در سال ۱۹۱۶ کالینین را در تبعید به سیبری همراهی کرد.
پس از انقلاب آنها به مسکو نقل مکان کردند. در تاریخ ۳۰ مارس ۱۹۱۹، همسرش به عنوان رئیس کمیته اجرایی حزب و در ۳۰ دسامبر ۱۹۲۲، به عنوان رئیس کمیته اجرایی مرکزی منصوب شد. در ابتدا آنها در آپارتمانی در کرملین زندگی می‌کردند که با تروتسکی همسایه بودند. آنها دو فرزند به فرزندخواندگی پذیرفتند و اکاترینا به عنوان معاون مدیر یک کارخانه بافندگی پس از انقلاب خدمت کرد. در سال ۱۹۲۴، وی مسکو و خانواده اش را به مقصد قفقاز ترک کرد تا در یک کار سوادآموزی در منطقه شرکت کند، اما در همان سال به مسکو بازگشت. او در اوایل دهه ۱۹۳۰ مدیر یک مزرعه بزرگ غلات دولتی در یک منطقه دور افتاده در نزدیکی نووسیبیرسک، سیبری شد. سپس وی تا سال ۱۹۳۸ به عنوان عضوی از دادگاه عالی خدمت کرد.
او و دوستانش از سیاست‌های استالین انتقاد کردند و افسران عملیاتی این اطلاعات را به استالین منتقل کردند. بنابراین، در ۲۵ اکتبر ۱۹۳۸، اکاترینا به اتهام تروتسکیست دستگیر شد. اگرچه همسرش رئیس هیئت رئیسه شوروی عالی بود - به‌طور رسمی رئیس دولت اتحاد جماهیر شوروی سوسیالیستی شوروی (۱۹۴۶–۱۹۳۸)، وی در زندان لفورتوو مورد شکنجه قرار گرفت و در ۲۲ آوریل ۱۹۳۹ به پانزده سال زندان محکوم شد. اردوگاه کارگری او در اردوگاه خدمت کرد تا ۱۴ دسامبر ۱۹۴۵ که فرمان ویژه هیئت رئیسه دستور آزادی او را داد، امضای آن توسط دبیر هیئت رئیسه بود، نه توسط شوهرش، کالینین. آزادی وی اندکی قبل از مرگ کالینین اتفاق افتاد. با این حال، او اندکی پس از مرگ شوهرش به تبعید داخلی اعزام شد. توانبخشی رسمی وی هشت سال به طول انجامید و سرانجام سندی دریافت کرد که «هیچ مدرکی علیه فعالیت‌های ضد شوروی او وجود ندارد». اکاترینا در ۲۲ دسامبر ۱۹۶۰ در سن ۷۸ سالگی درگذشت.